# ピレネー＝オリアンタル県
ピレネー＝オリアンタル県（フランス語: Pyrénées-Orientales、カタルーニャ語: Pirineus Orientals、オック語: Pirenèus Orientals）は、フランスのオクシタニー地域圏の県である。なお、フランス語での本来の発音はリエゾンにより、ピレネーゾリアンタルとなる。

## 概要

県をかつての州で色分けした図

東は地中海、南はスペインのカタルーニャ州ジローナ県、北はオード県、西はアンドラ公国とアリエージュ県と接する。また、ジローナ県の飛地リビアを抱える。フランス革命以前の州であるルシヨン（セルダーニュ、コンフラン、ヴァルスピ、カプシルといった地方に分かれる）を再編したものである。北部のフヌイイェード地方（Fenouillèdes）は、オック語が話される別の文化圏（ラングドック）となる。
しばしばカタローニュ・フランセーズ（Catalogne française、フランス領カタルーニャ）と呼ばれてきたが、最近はカタローニュ・ノール（Catalogne Nord、北カタルーニャ）と呼ばれてきている。カタローニュ・ノールという呼び名は、カタルーニャ愛国者集団であるノストラ・テーラ（Nostra Terra、我が祖国）が、カタルーニャ州との政治的・文化的・言語の結束を呼び戻そうと、1930年代に考案された名称である。
これにより、2007年12月10日のピレネー＝オリアンタル県議会通常会期において、カタルーニャ憲章（Charte en Faveur du Catalan）が承認された。憲章の序文ではこう述べられている。
| 「 | 千年以上も前に生まれたカタルーニャ語は、我々カタルーニャ人のアイデンティティ、遺産、そしてピレネー＝オリアンタル県（北カタルーニャ）の豊かさを支えるものの一つである | 」 |

序文はカタルーニャ語で書かれており、カタローニュ・ノールという用語が初めて公式に認知された。

## 言語と文化

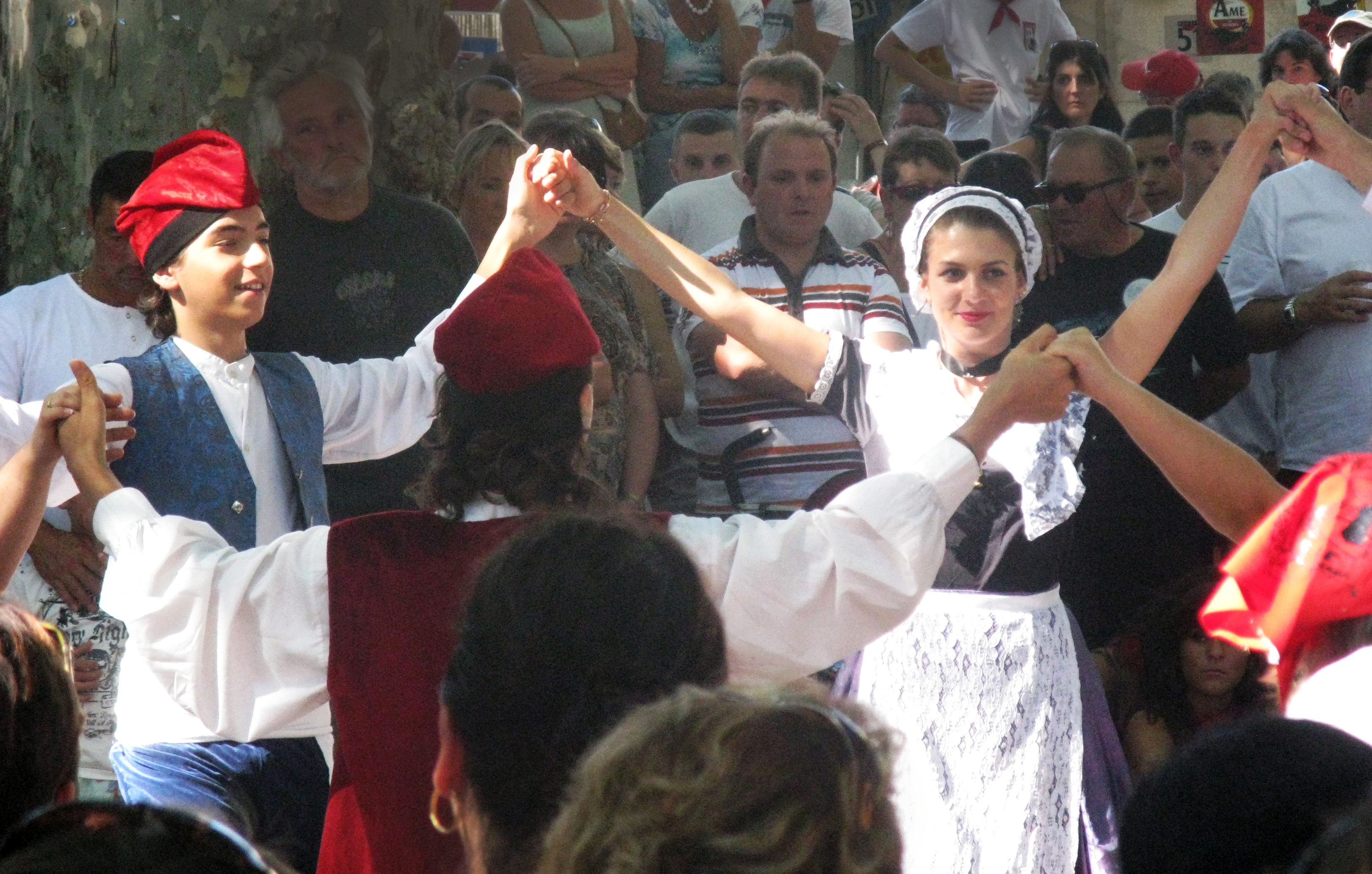
ミラの祭りでサルダーナを踊る男女

オック語が話される県北部のフヌイイェード地方をのぞけば、県全体でカタルーニャ語が話される。
フランスは常にフランス語を唯一の国語とし、国民に対し、明らかにカタルーニャ語を始めとするフランス語以外の普及を禁じてきた。20世紀、多くの親たちが、フランス語ばかり話す自分たちの子供にカタルーニャ語を話すよう勧めてきた。しかしカタルーニャ語教育は、常に広まるとは限らなかった。当時はフランス植民地帝国全土の輝ける時代であり、先祖の言葉を習得することは国語であるフランス語の熟達を阻害することになると恐れたのである。
フランス全土で、フランス語以外の言語は減少、消滅していったが、カタルーニャ語は数多あるその他の地方の言語と比較して、根強く残ってきた。集会が県内で多く開かれ、カタルーニャの伝統舞踊、特にサルダーナ（Sardana）が非常に好まれてきた。毎年プラードでは、夏期のカタルーニャ大学（l'Universitat Catalana d'Estiu）が開校する。
当局の大きな支援なしでもカタルーニャ語は、初等教育から大学に至るまでフランス語と同様に教えられてきた。しかし20世紀の間、カタルーニャ語は衰退し続けた（地域のその他の言語も同様であった）。

## 気候
地中海性気候であるため、冬は温暖で、平地での降雪は非常にまれである。夏は暑い。風、特に北西風であるトラモンターヌ（Tramontane）はしばしば風速が最高100km/hに達する。マリナード（marinade）と呼ばれる海風は、ピレネー＝オリアンタルへ雲と雨をもたらす。晴天日は年間300日、降雨日数は年間60日である。

## 経済

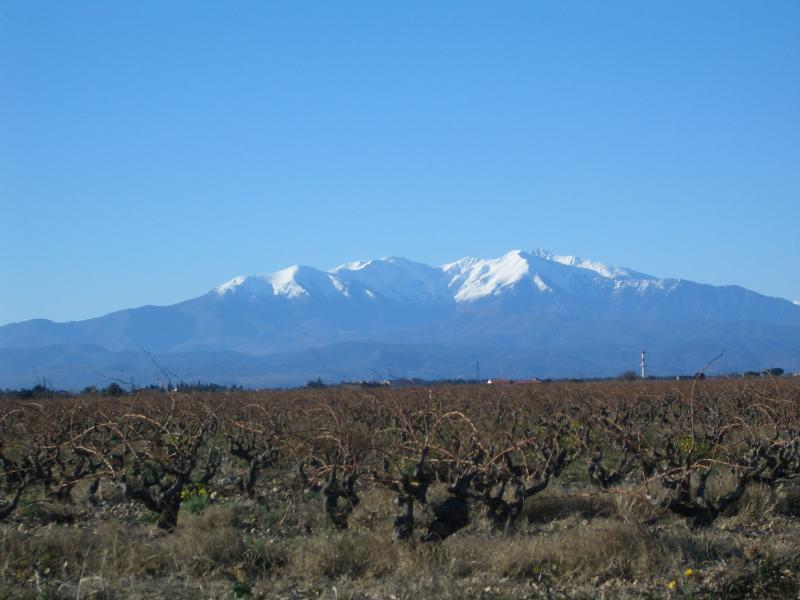
カタルーニャのシンボル、カニグー山とブドウ畑

県経済は伝統的に農業、モモ、アプリコット、サクランボなどの果樹園を含む樹木栽培、野菜栽培（サラダ用野菜とアーティーチョークが有名）、ブドウ栽培（Viticulture）が占めている。ワインの分野では、ピレネー＝オリアンタルはVDNワイン（vins doux naturels、甘口のワイン）の重要な生産で名誉の誉れ高い名称、バニュルス、モーリ（Maury）、リヴザルト（Rivesaltes）、ミュスカ・ド・リヴザルトの4つで飛び抜けている。

## 統計
県庁所在地であるペルピニャンに県人口の約1/4が集中する（都市圏は約28万人）。人口が1万人を超えるのはカネ＝タン＝ルシヨン、サンテステーヴ、サン＝シプリアン、アルジュレス＝シュル＝メールである。
相対的に60歳以上の年齢層人口が多くなっている（60歳以上の割合がフランス全土平均で21.3%のところ、ピレネー＝オリアンタルでは29%）。
この高齢者人口が、出生率に対して死亡率が勝る結果を招いている。しかし、活発な転入の均衡がとれているため、数十年来一定して人口が増加している。その過ごしやすい気候から、ピレネー＝オリアンタルは一部の年金生活者を惹きつけているが、彼らは一時の人口増加に貢献するものの、高齢者人口を押し上げることにもなっている。
1999年3月8日の人口の国勢調査によると、県内にある利用可能な住宅の30.9%は週末や休暇用に使われる別宅、別荘、コテジであった。
| 1801年  | 1831年  | 1841年  | 1851年  | 1856年  | 1861年  | 1866年  |
| ------- | ------- | ------- | ------- | ------- | ------- | ------- |
| 110.732 | 157.372 | 173.592 | 181.955 | 183.056 | 181.763 | 189.490 |
| 1872年  | 1876年  | 1881年  | 1886年  | 1891年  | 1896年  | 1901年  |
| 191.856 | 197.940 | 208.855 | 211.187 | 210.125 | 208.348 | 212.121 |
| 1906年  | 1911年  | 1921年  | 1926年  | 1931年  | 1936年  | 1946年  |
| 213.171 | 212.986 | 217.503 | 229.979 | 238.647 | 233.347 | 228.776 |
| 1954年  | 1962年  | 1968年  | 1975年  | 1982年  | 1990年  | 1999年  |
| 230.285 | 251.231 | 281.976 | 299.506 | 334.557 | 363.796 | 392.803 |
| 2006年  | 2007年  | 2011年  |         |         |         |         |
| 432.116 | 437.159 | 457.000 |         |         |         |         |

参照元:SPLAF、2006年以降INSEE2007年以降INSEE

## 観光
1960年代、ラングドック＝ルシヨン地域圏が、大勢の観光客を受け入れるための整備を行った。コート＝ヴェルメイユは観光関連の建物で埋め尽くされた。カネ＝タン＝ルシヨン、アルジュレ＝シュル＝メール、サン＝シプリアン、ラ・バルカレースのような海辺の観光地が有名である。多くのキャンプ場やホテルがあり、観光客は細かな砂の長い砂浜に惹きつけられる。

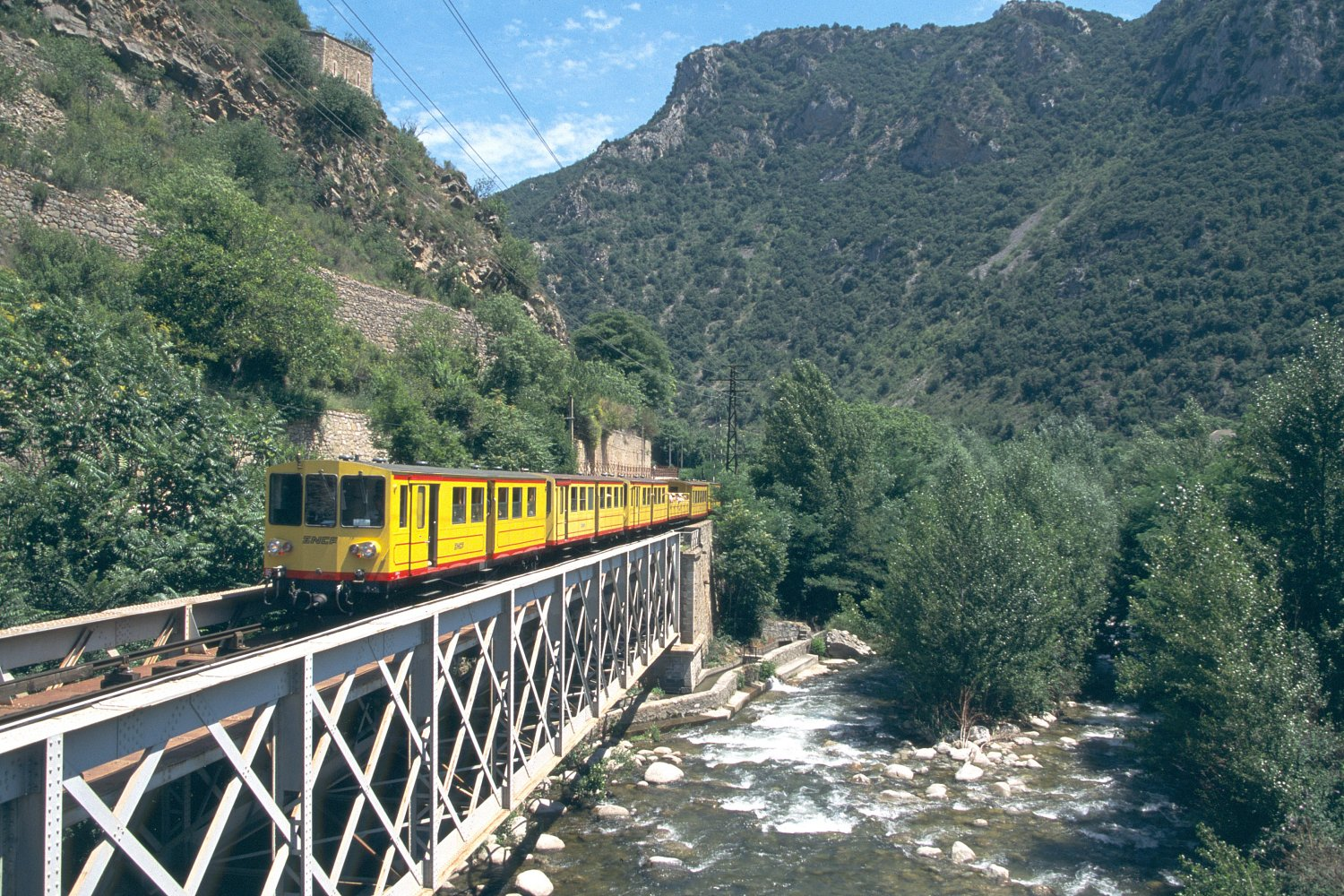
セルダーニュ線を走るトラン・ジョーヌ
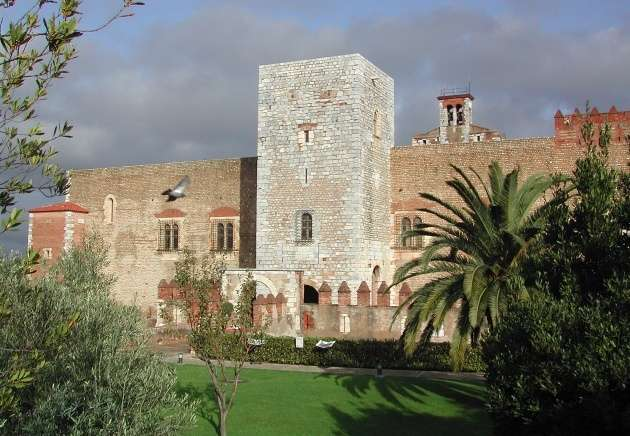
ペルピニャンの旧マヨルカ王国宮殿
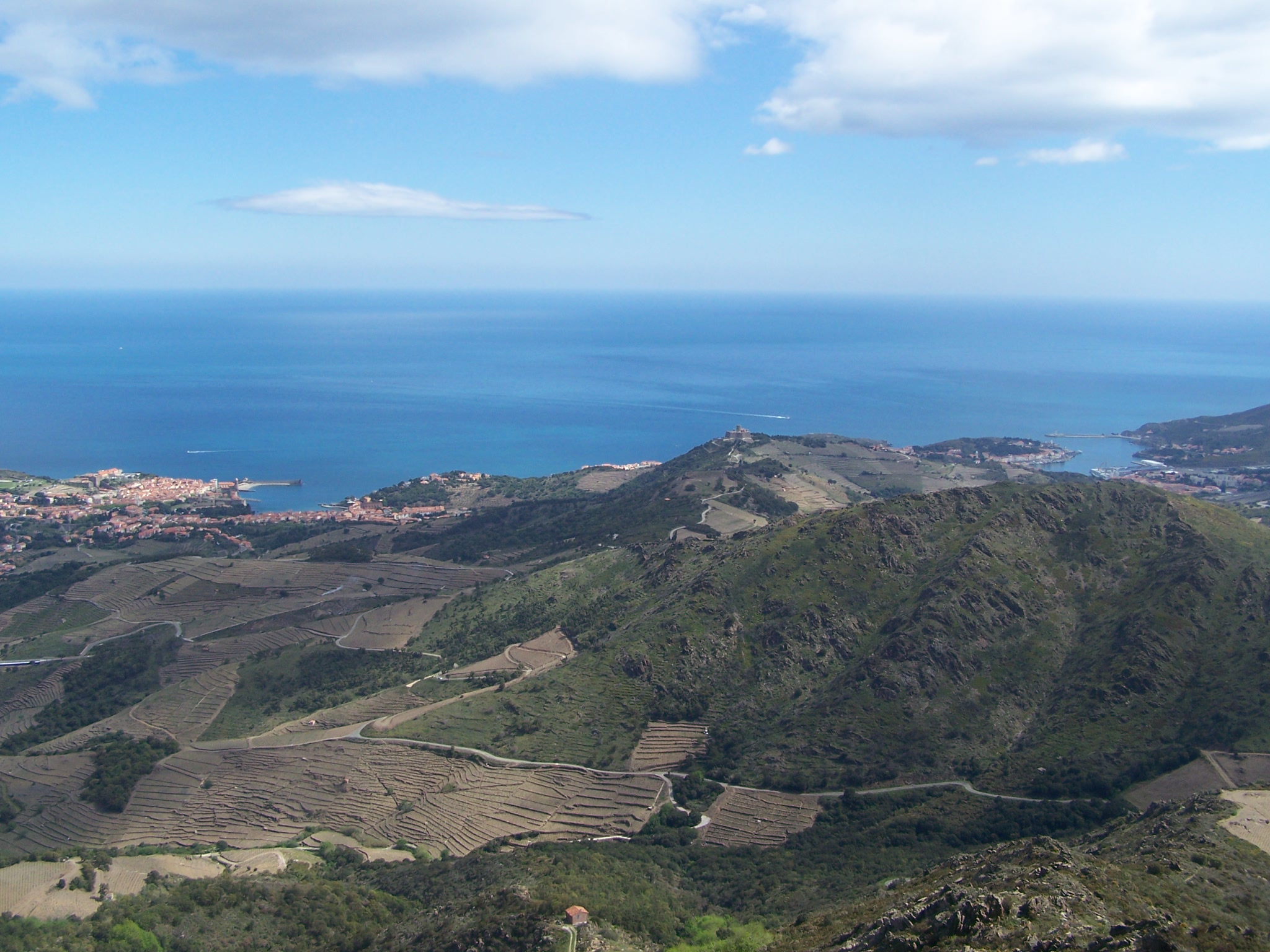
コート・ヴェルメイユの海岸
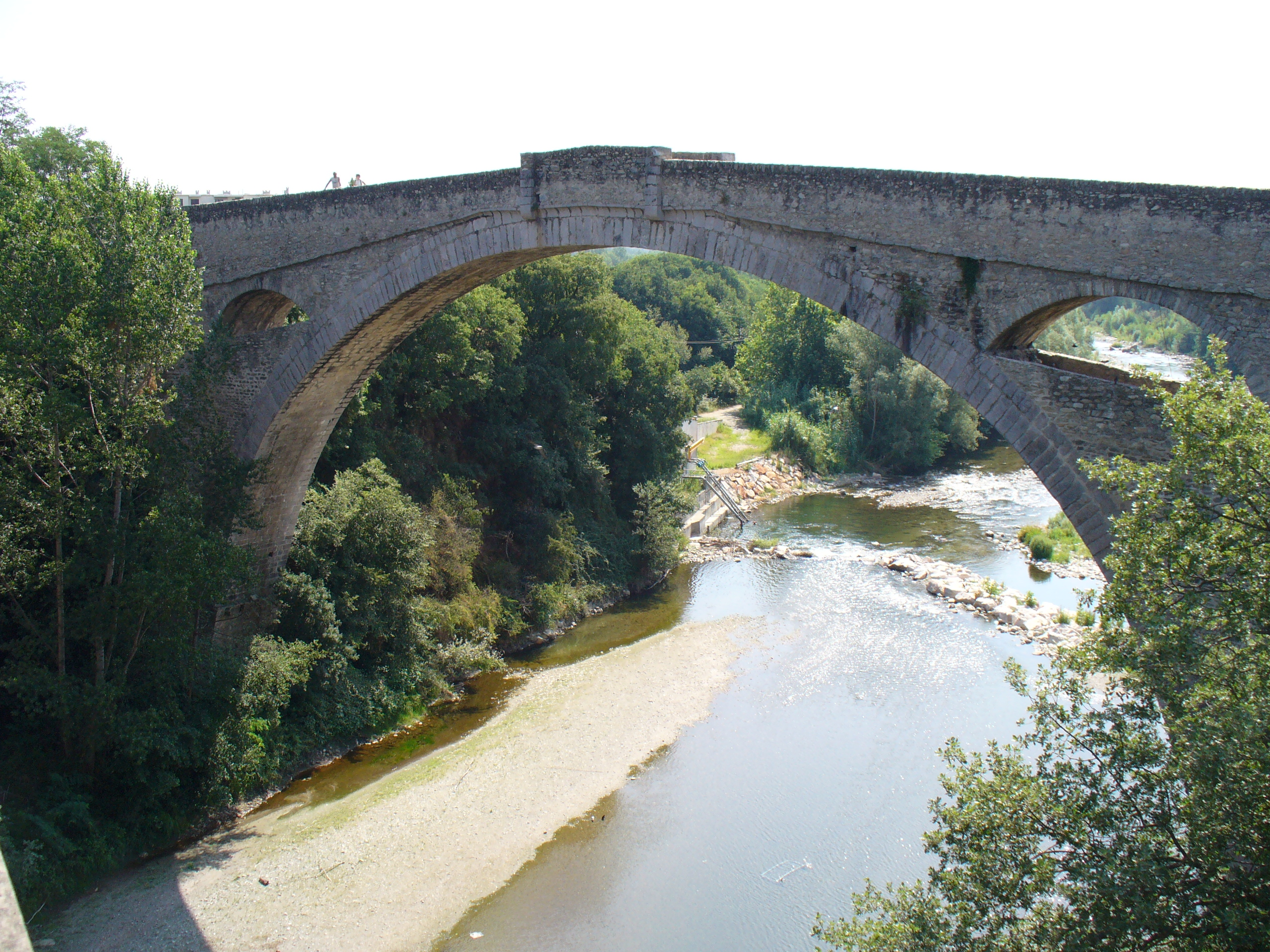
セレの悪魔橋
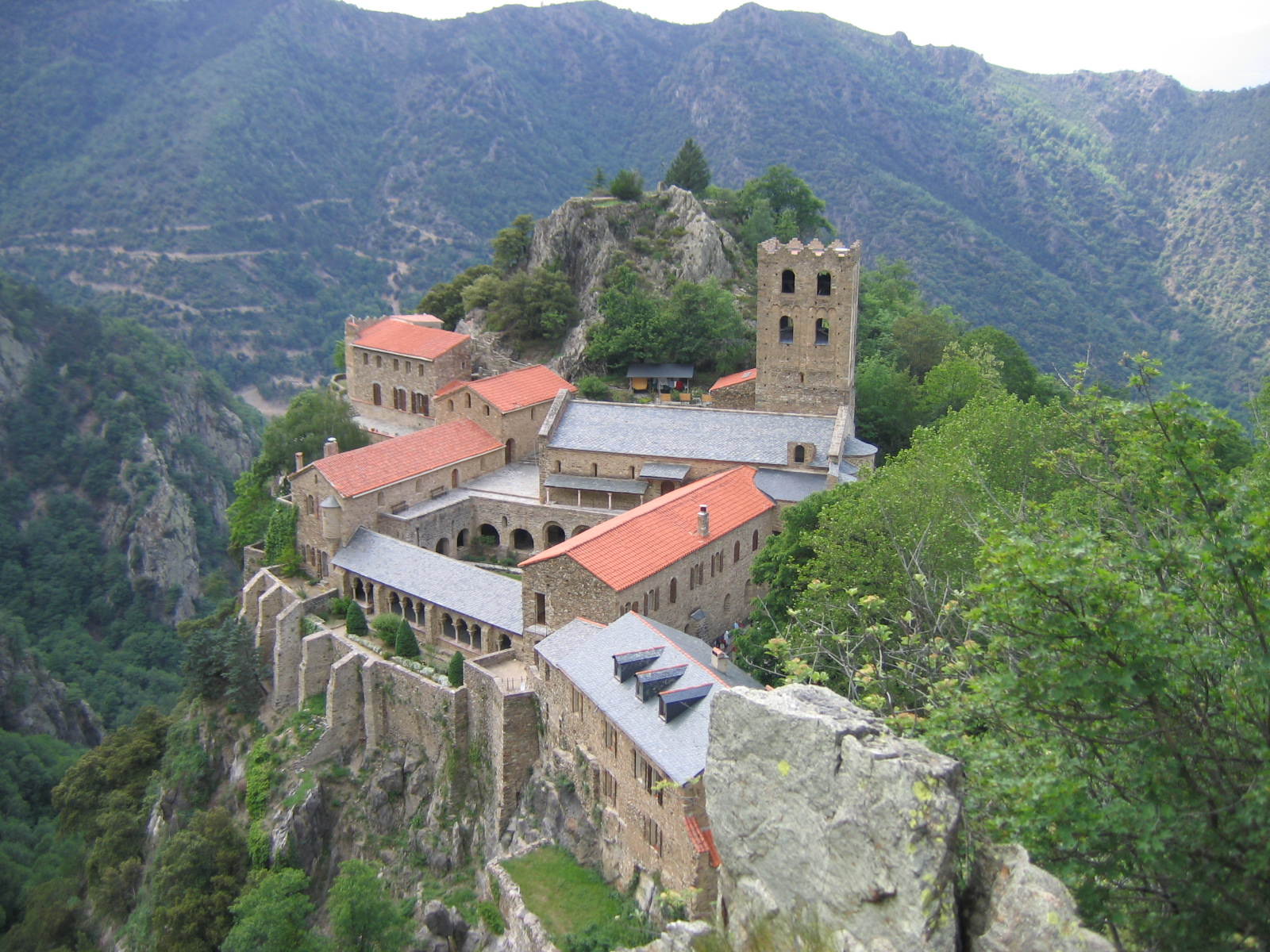
サン＝マルタン・デュ・カニグー修道院